# Evans Cycles
Evans Cycles è una grande catena inglese di negozi di biciclette. Fu aperto nel centro di Londra da un ciclista londinese, Frederick Evans, che vinse un premio dal più grande club ciclistico Britannico per la migliore invenzione in ambito ciclistico del 1925. Nel 1939 lasciò il negozio nelle mani del suo manager per entrare a far parte della Royal Air Force a causa dell'inizio della guerra. Morì in un incidente stradale nel 1944. Da quel momento il negozio e l'intero business nazionale che dipendevano da lui, hanno avuto diversi proprietari. Adesso è di proprietà della Active LCC.

## La storia
Il primo negozio fu aperto nel 1921 in Kennington High Street a Londra, con il nome di F.W. Evans Cycles. Dopo lo scoppio della guerra, nel 1939 si unì alla Royal Air Force e dovette lasciare tutto nelle mani del suo manager. Evans morì in un incidente stradale nel 1944.
Nel 1950, l'attività fu acquistata da Joseph Smith. Allora, il negozio vendeva sia biciclette che giocattoli. Nel 1970 Smith cedette l'attività a suo figlio Gary. Lui modificò il negozio trasformandolo in un'attività specializzata nella vendita delle biciclette. Dopo più di 50 anni a Kennington Road, il negozio fu spostato a Waterloo.
Durante gli anni 90, Gary lavorò con Mike Race, il padrone della catena di negozi Croydon, per far in modo che il suo franchising andasse sotto il controllo della F.W. Evans Cycles. Durante questo periodo fu lanciato il catalogo per ordini postali della Evans Cycles. Questo richiese un centro di distribuzione che, successivamente, fu aperto in Leatherhead nel Surrey. L'apertura della nuova sede coincise con il lancio del sito web della Evans Cycles.

## Sviluppi
Il volume d'affari diventò insostenibile per la sede di Leatherhead. Per questo motivo, l'ufficio direzionale e la sede della distribuzione furono trasferiti a Gatwick, in Sussex, che è tuttora la sede della azienda.
L'azienda apriva nuovi punti vendita con un ritmo di tre filiali per anno fino al 2006, anno in cui ne furono aperti sei. Nel 2004 Evans Cycles iniziò ad aprire sedi anche nel sud-est dell'Inghilterra, con una filiale a Castelford in Yorkshire. Furono aperti altri 8 negozi nel 2007.
L'ultimo negozio aperto è quello di Plymouth, a sud ovest del Regno Unito.

## Proprietari
I negozi Evans Cycles, sono ora un marchio registrato: Evans Holding Ltd.
Nel 2008 la quota di maggioranza è stata acquistata dalla Active LLP. La famiglia Smith continua ad avere una parte delle quote e una parte manageriale attraverso Mike Rice.